# Взятие Петровск-Порта (апрель 1918)
Взятие Петровск-Порта — военная операция бакинских и астраханских большевиков в Дагестане.

## Подготовка
После захвата Петровск-Порта войском Дагестанского облисполкома под командованием князя Тарковского местные большевики частью бежали в Баку, частью эвакуировались в Астрахань. Председатель петровского ревкома Уллубий Буйнакский прибыл в Астрахань 26 марта, и к середине апреля сформировал отряд из добровольцев-мусульман, численностью около тысячи человек. Был сформирован экспедиционный отряд из 1500 человек под командованием Сергея Бурова и комиссара В. Ляхова. Эти силы отправились в Петровск на ледоколе «Каспий» и трёх вооружённых пароходах. В газете «Известия Астраханского совета» от 3 апреля 1918 было опубликовано воззвание к сторонникам советской власти, выдержанное в характерном для того времени риторическом стиле:

Товарищи, революция в опасности! Тысячи гадов со всех сторон выползают из своих нор и хотят задавить, задушить нашу русскую революцию... Германские помещики и наемники капиталистов всех стран спешат на помощь украинским и русским богачам; действительность указывает нам: враг у ворот Астраханского края — Петровск, дававший нам хлеб, пропускавший керосин, мазут для фабрик, заводов, захвачен бандами под управлением бывших офицеров, князей и графов. Нам грозит постылое рабство. Рабочие, солдаты и крестьяне, мы не должны допускать, чтобы трудящихся сделали рабами... к оружию, сыны революции! Дело социализма, дело трудящихся в опасности!
Бакинские большевики, отразившие 7 апреля попытку войск Дагестанского исполкома пробиться к городу, решили перейти в контрнаступление, занять Дагестан и восстановить сообщение с Северным Кавказом, откуда Баку снабжался продовольствием. Договорившись по радио с Астраханью о совместной атаке Петровска, Бакинский совнарком сформировал крупный экспедиционный отряд. В его состав вошли отряд Красной гвардии из около 500 человек и 36-й Туркестанский пехотный полк из 2 500 человек, возвращавшийся с турецкого фронта. Командиром экспедиционного отряда был назначен Михаил Ефремов, комиссаром — Иван Сухарцев.
По словам русского офицера Бориса Кузнецова, чтобы убедить возвращающиеся с фронта войска по пути немного повоевать на их стороне, большевики использовали приёмы натравливания народов друг на друга:

Надо сказать, что всем частям, уходящим с Кавказского фронта, внушалось большевиками, что все горцы Кавказа против них, называя их общим именем «татарва», путая с татарами Азербайджана, которые действительно не пропускали эшелоны и имели в Закавказье даже большие бои с ними.
Тем временем в Темир-Хан-Шуре дагестанское командование собралось на совещание дня обсуждения обороны Дагестана от большевиков. Генерал Микаил Халилов предлагал встать и обороняться в Петровске и Дербенте. Полковник Джафаров считал этот план провальным, аргументируя настроением в боевых частях, которые не хотели воевать за эти города, и тем, что в случае поражения на таких дальних рубежах начнётся неконтролируемое паническое отступление армии. Джафаров предложил передислоцироваться из Петровска на Атлы-Боюнские высоты и дать отпор там, чтобы не пропустить большевиков в горы. Был принят план Халилова. На следующий день дагестанские части выступили в Петровск под руководством Халилова, начальником группы войск, действующих в районе Петровска, назначен Расул-бек Каитбеков. В Петровске находился Второй Дагестанский конный полк под командованием Гамида Халилова. По воспоминаниям Кузнецова, командовавшего взводом артиллерии в войске Тарковского, в Петровске служба неслась кое-как, и ко дню вторжения половина их войска разошлась по домам. В результате, к моменту нападения большевиков, в городе не было сколько-нибудь значительных сил для обороны.

## Высадка
В 22 часа 17 апреля отряд судов Каспийской флотилии в составе канонерской лодки «Ардаган», транспортов «Казбек», «Анна Гукасова», «Восток», «Паризьен» и «Дагестан», приняв на борт войска и гидросамолеты, вышел в море. 19 апреля в 9 утра корабли подошли к мысу Турали и, произведя разведку, пошли на север. Недалеко от этого мыса был захвачен вражеский пароход, который позднее был использован для высадки десанта, а также высланный из Петровска разведкатер «Ундина», на котором находился офицер дагестанского полка. От пленного были получены сведения о численности и расположении войск противника.
36-й Туркестанский полк с двумя орудиями высадился южнее города, отряды Красной гвардии — севернее. В час ночи началось движение к Петровску с целью к рассвету окружить город.
Чтобы отвлечь внимание от десанта, в 7:45 к Петровску на расстояние 32 кабельтова подошла канонерка «Ардаган». В 50 кабельтовых от берега остановились три транспорта, якобы с намерением высадить десант. Артиллерия защитников начала стрельбу, «для поднятия духа», так как корабли противника находились вне досягаемости имевшихся у дагестанцев старых орудий.

## Бои за город
В свою очередь «Ардаган» начал обстрел береговых батарей и казарм противника. Обороняющиеся направили взвод горных орудий на южную окраину города для отражения десанта со стороны полустанка Уйташ. Это не помешало наступлению красных, открывших стрельбу шрапнелью, и дагестанское ополчение начало отступать. Подполковник Кузнецов пишет:

Дагестанский полк доблестно держался насколько мог, но горцы, не привыкшие и не умеющие драться в поле в пешем строю, не могли противостоять регулярной пехоте.

Полк Каитбекова, милиция Милли-комитета, добровольцы из Шуры, Гунибский и Даргинский отряды Шапи Джафарова зашли в город, конный полк вступил в уличные бои. Полковник Джафаров описывает события:
Внезапность нападения, стрельба по его разбившимся по отдельным улицам частям со всех дворов и окон, стремительность натиска большевиков и орудийный обстрел судов заставили его [конный полк] отступить к фабрике. Офицеры надеялись удержаться в садах, пока подойдут главные силы.
Бакинская Красная гвардия вступила в перестрелку с дагестанцами у станции Петровск-Кавказская. В 2 часа наступление было приостановлено и передан ультиматум о сдаче, во избежание лишнего кровопролития. На размышление был дан час. Так как ответа не последовало, в 15 часов наступление возобновилось и к 16 часам 20 апреля Петровск был взят. Дагестанцы не смогли закрепиться в садах, Гамид Халилов был ранен, его полк и отряд Каитбекова отступили. Большевиками было захвачено два горных и одно полевое орудия и две тысячи снарядов.

Несмотря на доблестную поддержку небольшого отряда капитана Бржезинского, спешившегося с бронепоезда и примкнувшего к нам, все покатилось назад в горы. Наша остановка произошла в селении Кумтор-Кале (20 верст). Противник, заняв город и отбросив нас, не стал нами заниматься и, установив снова совдеп в Петровске, двинулся дальше на север походным порядком.— Кузнецов Б. М. 1918 год в Дагестане, с. 518

## Сражение с Гоцинским
Выбив ополченцев из Петровска, 36-й полк продолжил путь домой. Флотилия, вышедшая из Астрахани, опоздала, так как пароходы были перегружены и несколько раз садились на мель. Экспедиционный отряд прибыл в Петровск 25 мая. На 26-е было назначено выступление объединённых сил на север к Хасавюрту для восстановления железной дороги, но из-за опасности передвижения в тёмное время суток отъезд отложили до утра. В городе осталась 3-я рота петровской Красной гвардии.

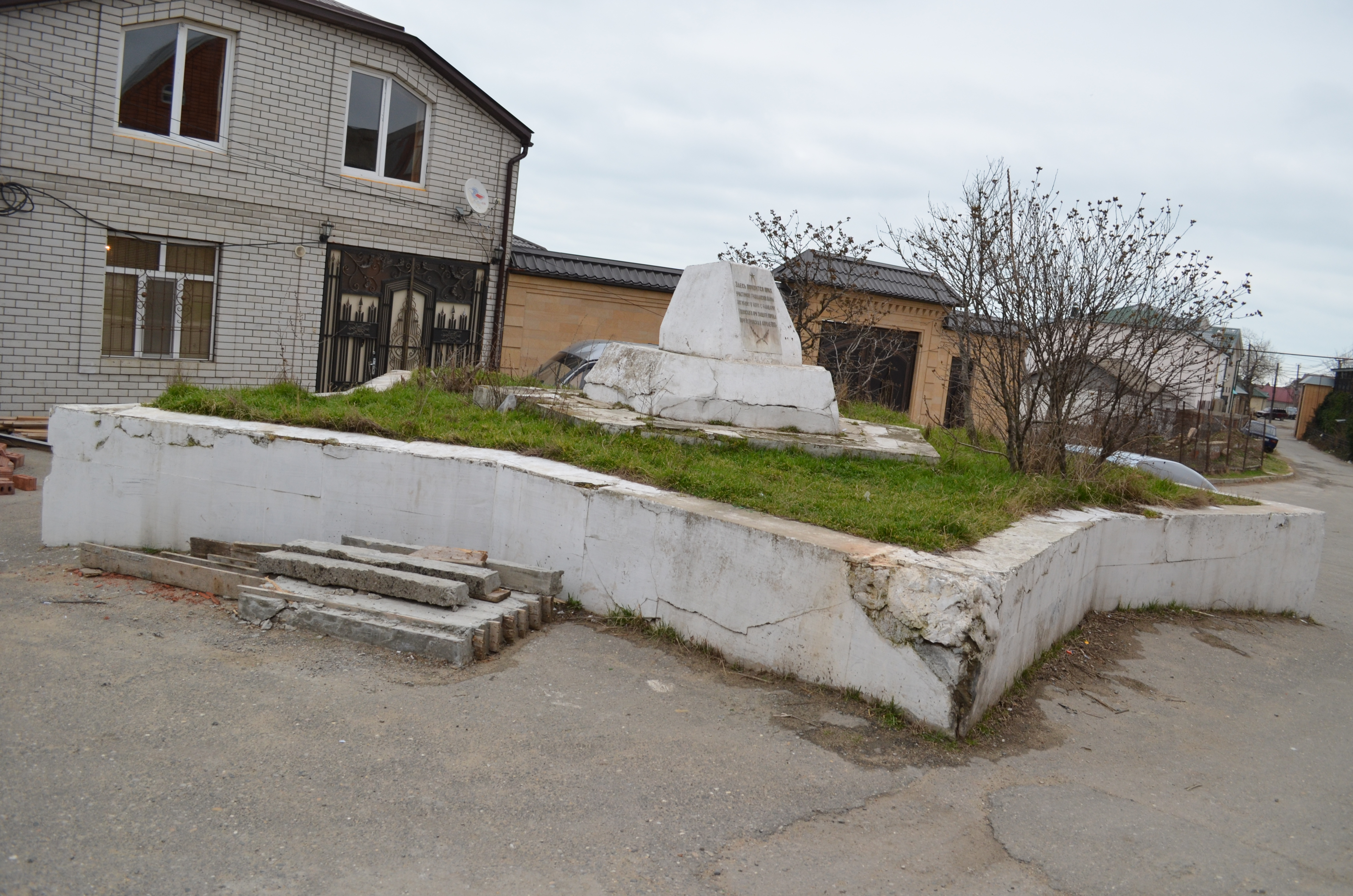
Памятник «Братская могила воинов, погибших при защите г. Порт-Петровска от банд Гоцинского» в Махачкале, установленный при советской власти

Гоцинский, зная, что основные силы большевиков 26-го покинут Петровск, собрал в горах несколько тысяч человек и утром 27 апреля попытался внезапным нападением захватить город. На подходе к Петровску он наткнулся на отъезжавший эшелон Астраханского отряда, на помощь которому пришли уже погрузившиеся в вагоны для следования на север бакинские бойцы. Командир астраханцев Буров возглавил атаку и погиб в бою. Дагестанцы были встречены ураганным огнём из пулемётов и орудий «Ардагана», «Каспия» и пароходов эскадры, и с потерями отступили в горы. Позднесоветские историки указывали потери в 1200 человек, Алибек Тахо-Годи пишет о нескольких сотнях убитых.

## Последствия
После взятия Петровска Дагестанский исполком, не имевший достаточных сил для продолжения борьбы, пытался вступить с большевиками в переговоры, но получил ультиматум с требованием роспуска и сдачи оружия.
Для обороны Темир-Хан-Шуры не было достаточно сил, поэтому князь Тарковский принял решение отступить и распустить свой отряд по горным аулам, чтобы люди держали связь в ожидании благоприятного времени для нового выступления. Большевики овладели всем равнинным Дагестаном.
В мае — июне между большевиками и отрядами Тарковского и Гоцинского возобновились военные действия в горах Дагестана.